# ويليام جاي فينتر
ويليام جاي فينتر (بالإنجليزية: William J. Winter)‏ هو كاهن كاثوليكي أمريكي، ولد في 20 مايو 1930 في بيتسبرغ في الولايات المتحدة.